# タルゴIII
タルゴIII（Talgo III、Talgo Series 3）は、スペインの鉄道車両メーカーであるタルゴ社が開発した連接式客車の1つ。従来の車両から複数の改良を実施し、汎用性を高めた車両である。

## 概要
1950年から営業運転を開始した、タルゴ社が開発した連接式客車のタルゴII（Talgo II）を基に、複数の改良を施した形式がタルゴIIIである。
最大の特徴は台車の構造の見直しが行われた事で、タルゴIIは各車体の後端部に設置されていた1軸台車が各車体の間に移動した他、Zリンクステアリングの採用が行われた。これにより、曲線走行時に車輪が常に曲線の中心を向き、脱線の原因となるアタック角をゼロに抑える事で、一方向のみ走行可能であったタルゴIIとは異なり前後両方向において最高速度での走行が可能となった。一方、先頭車の端に設置されている1軸台車については連結する機関車の緩衝器により動きがガイドされる構造が取られており、連結可能な機関車が制限される要因の1つとなっていた。
車体はタルゴIIと同様にモノコック構造を取り入れたアルミニウム合金製であった一方、車体長はタルゴIIの6 mから11 m級へと拡大し、各車体に乗降扉が設置される構造に改められた他、車両ごとの定員数も増加した。登場当初の最高速度は140 km/hで、1986年以降は160 km/hに向上した他、試運転時には最高速度200 km/hを記録した。連結器は自動連結器の1つであるシャルフェンベルク式連結器が用いられ、分割併合運転も可能となった。

## 主要諸元

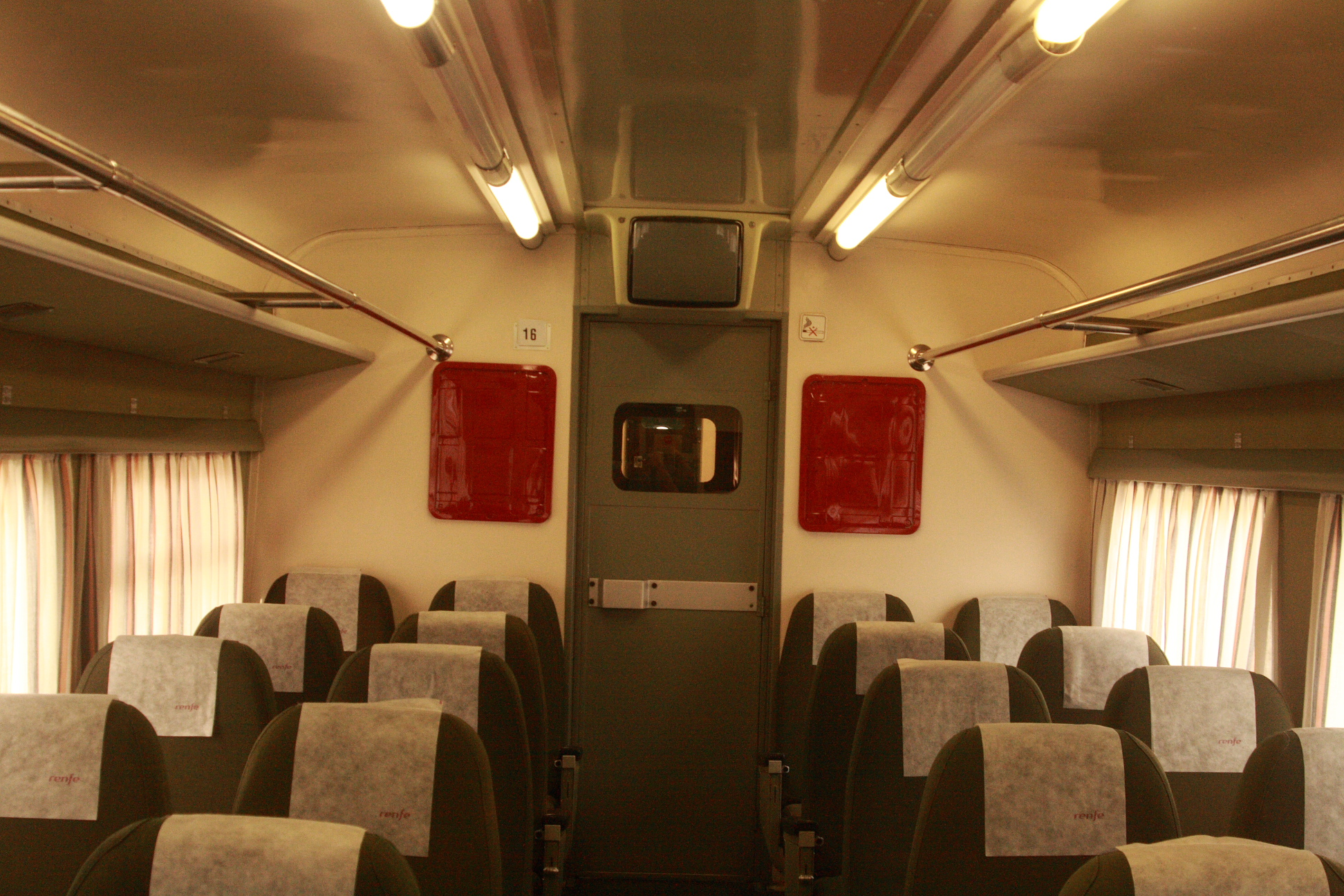
車内

タルゴIIIの各形式の主要諸元は以下の通り。そのうち形式名については形式消滅時のものを記す。
| 形式     | 車種       | 定員 | 全長      | 重量   | 備考                                                   |
| -------- | ---------- | ---- | --------- | ------ | ------------------------------------------------------ |
| TA1 101  | 一等座席車 | 24人 | 11,100 mm | 7.0 t  | [ 11 ]                                                 |
| TB1 102  | 二等座席車 | 32人 | 11,100 mm | 7.1 t  | [ 12 ]                                                 |
| TB1z 108 | 二等座席車 | 32人 | 12,140 mm | 12.3 t | 列車の端に連結                                         |
| TC2 106  | カフェ車   | 0人  | 11,100 mm | 7.5 t  | バーカウンター、供食設備を設置                         |
| TD1 107  | 手荷物車   | 0人  | 12,140 mm | 10.9 t | 列車の端に連結                                         |
| TG2z 111 | 電源車     | 0人  | 14,250 mm | 26.5 t | 通称「マンソ(Manso)」 専用機関車以外と連結する際に使用 |

## 運行
1960年に導入された試作車に続き、最初の量産車の発注は1962年に行われ、1964年8月15日から営業運転が始まった。それ以降は運行区間の拡大と共に長期にわたる生産が継続され、1980年に後継車となるタルゴ・ペンデュラー（Talgo Pendular、後のタルゴIV）の生産が開始されて以降も将来の短編成化に備えた2等車やカフェ車の増備が行われた事で、最終的に1982年まで生産が続けられた。また、1976年以降は専用機関車以外の車両との連結を可能とするため、ねじ式連結器や補助電源供給用の発電機が設置された電源車（TG1z 111形）の生産も実施された。
その一方で、1970年代初頭には乗り心地の向上を目的に台車の1次ばねの空気ばねへの交換が行われた他、事故で廃車された車両の代替として2等車の1等車への格上げも実施された。また、1969年には車両番号の変更も行われている。
事故を除いた廃車は1991年から始まり、延命工事も行われたものの、最後に使用されたイルン - バルセロナ間の運行からは2009年7月26日をもって引退した。
2021年現在、「1B12」と呼ばれる9両編成の車両および電源車がスペイン鉄道財団（La Fundación de los Ferrocarriles Españoles）の所有、タルゴ、レンフェ・オペラドーラの支援の下で保存されており、同年時点では機器や内装の修繕作業が行われている段階にある。これらの工事が完了した後はマドリッドを中心とした各方面への観光列車として使用される予定である。

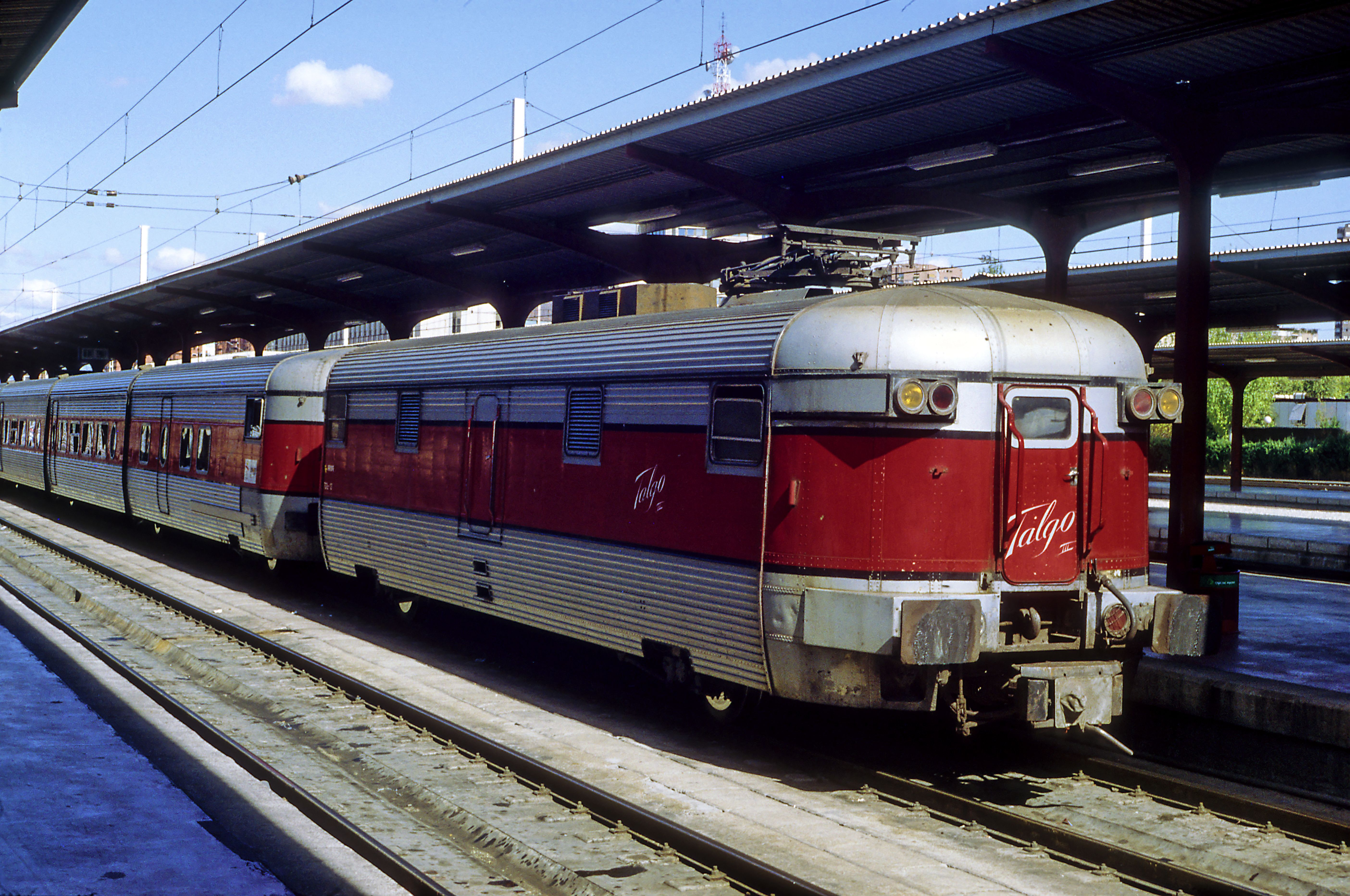
電源車を連結したタルゴIII（1993年撮影）
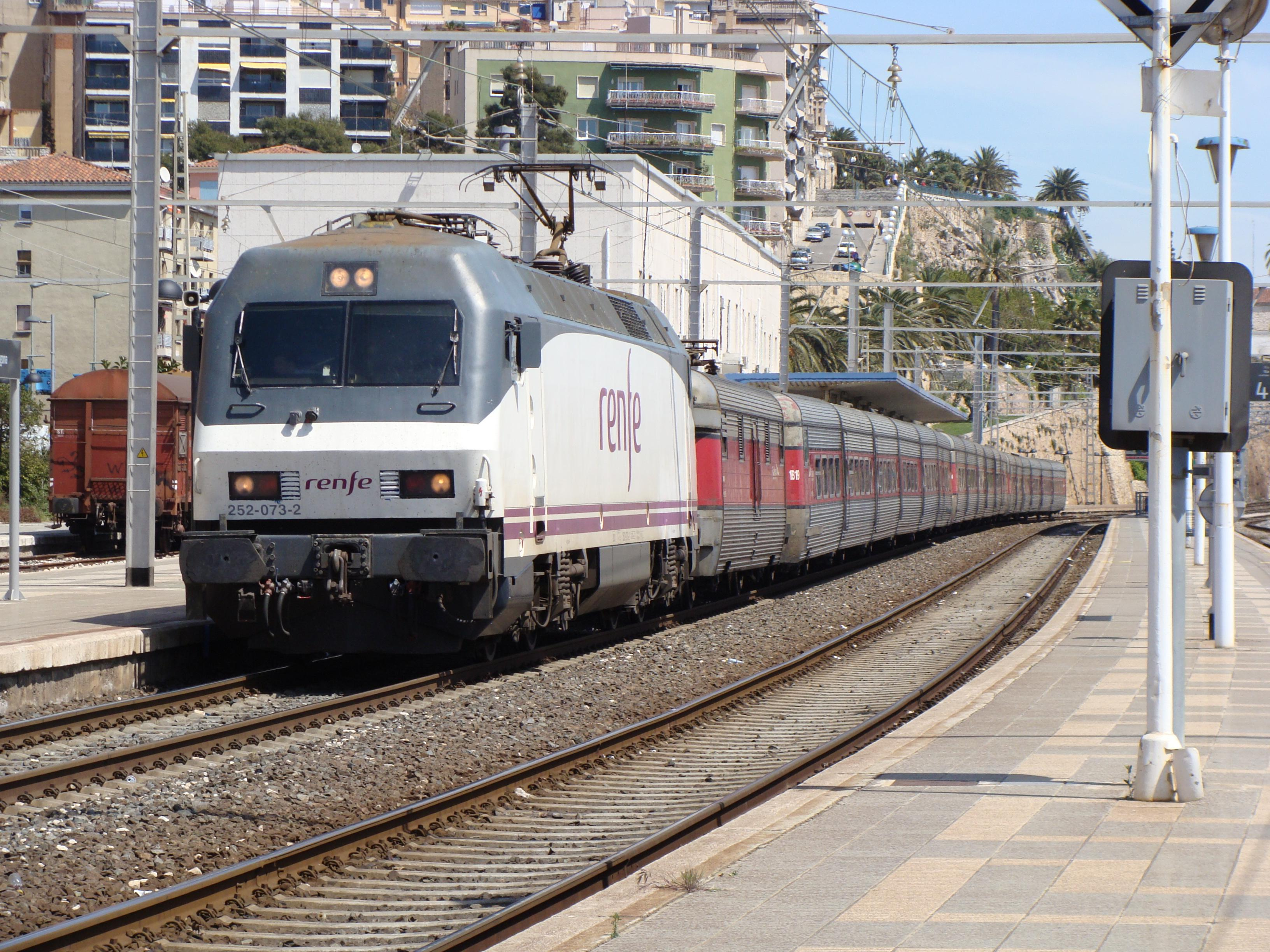
電気機関車に牽引されるタルゴIII（2009年撮影）
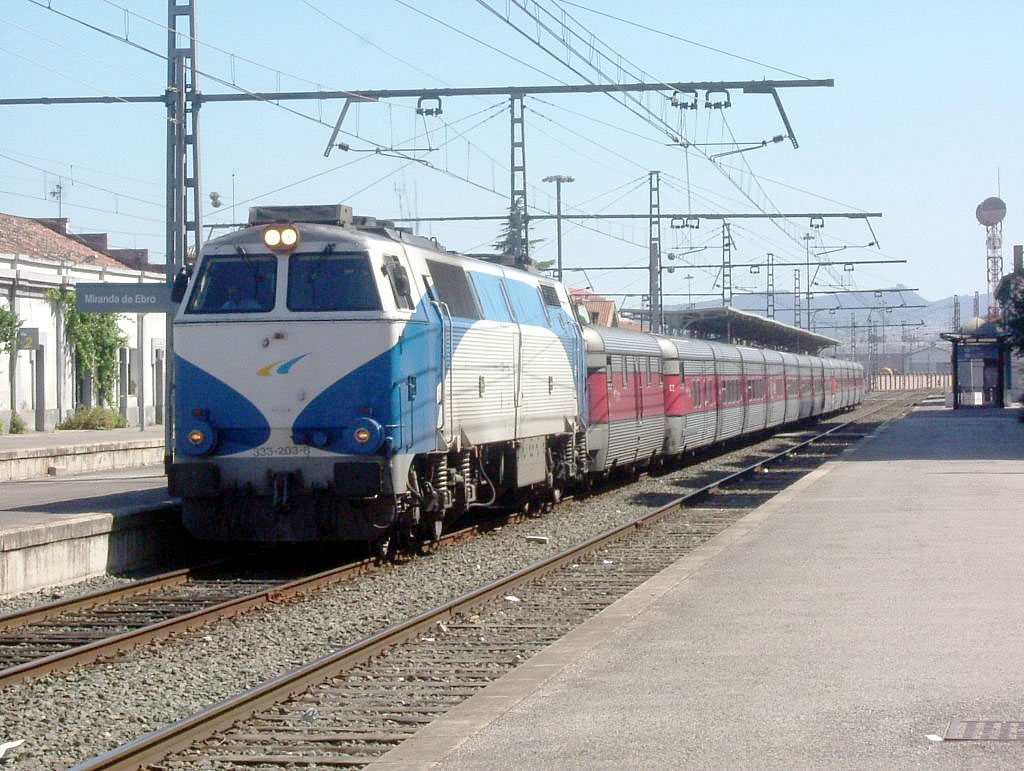
ディーゼル機関車に牽引されるタルゴIII（2010年撮影）

## 専用機関車

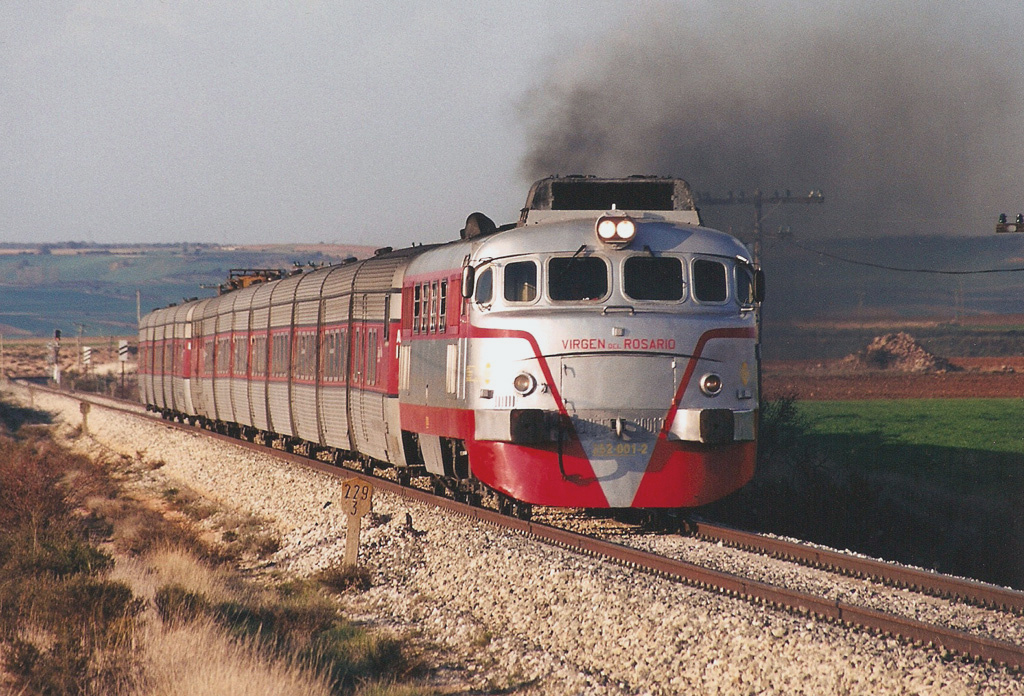
352形 + タルゴIII（2011年撮影）

タルゴIIIの導入に合わせて、専用のディーゼル機関車である352形（登場時の形式名は「2000T形」）が10両製造された。また、350形や353形といった、他のタルゴ客車用機関車による牽引も実施された。

## 参考資料
- Justo Arenillas Mellendo「スペイン名物のむかで列車 TALGOの全て」『鉄道ファン』第29巻第5号、1989年5月1日、98-105頁。
- Javier Roselló (2009-4). “Adiós al Talgo III, el final de una época…”. Vía Libre:  65-71 2021年9月11日閲覧。.